# Jaime (1974)
Jaime é uma  curta-metragem documental antropológica portuguesa de 1974, realizada por António Reis e Margarida Cordeiro (creditada apenas como assistente de realização). O filme retrata a vida de Jaime Fernandes, doente esquizofrénico internado no hospital psiquiátrico Miguel Bombarda, em Lisboa. 
Como experiência, é considerado um dos filmes marcantes do Novo Cinema português na área do documentário.

## Sinopse
Jaime, um trabalhador rural português diagnosticado com esquizofrenia paranoide aos 38 anos. Passou grande parte da sua vida internado no Hospital Miguel Bombarda onde desenha, para fugir à doença mental e para expressar a violência da sua demência. Desenha com sofreguidão, e constantemente, deixando-nos uma obra imensa e que nos é aqui apresentada. Jaime busca, no seu labirinto interior e no exterior que o rodeia, a harmonia que lhe escapou: o sentido das origens, as imagens do seu passado distante, as presenças de um universo ausente, o das terras de Barco, da Beira Baixa, que cedo a cidade lhe roubou. Busca isso nos desenhos que desenha, nas pinturas que pinta. E assim descobre, na força dos traços e no enigma das cores, aquilo a que teve de renunciar: ele próprio, num lugar que deixou de existir. Existir e não existir, real e imaginário são formas de ser que só pela imagem ele consegue fazer viver. Homem sombra no meio das sombras, flamejando: perfis, cores, gritos. A clausura total dentro do espelho.

## Elenco
- Evangelina Gil Delgado, viúva de Jaime Fernandes.
- Jaime Fernandes (Imagens de arquivo).

O objeto da curta-metragem é Jaime Fernandes, português nascido em 1900, na freguesia do Barco (Covilhã, Beira Baixa). Trabalhou como camponês, casou com Evangelina Gil Delgado e foi pai, em 1924, de César Gil Fernandes. Com a idade de 38 anos Jaime é diagnosticado com esquizofrenia e internado no Hospital Miguel Bombarda, em Lisboa. Aos 65 anos, começou a pintar, com lápis e esferográfica, ao mesmo tempo que escrevia abundantemente em cadernos vários. Fernandes tinha noção do espaço a ocupar pelo desenho ou pintura. Como estava limitado pelas pequenas dimensões do papel, muitas das suas figuras-homens têm braços caídos ou levantados, enquanto as figuras-animais têm a cauda caída. Durante o curto período de três anos até à sua morte, realizou uma obra pictórica genial, influência do meio social e hospitalar. Jaime Fernandes viria a falecer aos 69 anos, ainda durante o seu internamento.

## Dados técnicos
- Argumento: António Reis e Margarida Cordeiro[8]
- Realização: António Reis
- Assistente de realização: Margarida Cordeiro
- Diretor de fotografia: Acácio de Almeida[9]
- Diretor de produção: Henrique Espírito Santo
- Financiamento: Fundação Calouste Gulbenkian
- Produção: Centro Português de Cinema e Telecine-Moro
- Som: João Diogo e António Reis
- Assistente de som: Margarida Cordeiro
- Música: Louis Armstrong, Stockhausen, Telemann
- Montagem: António Reis
- Assistente de montagem: Margarida Cordeiro
- Laboratório de imagem: Tobis Portuguesa
- Laboratório de som: Valentim de Carvalho
- Processo: 35 mm, cor e p/b
- Distribuição: Animatógrafo (António da Cunha Teles)

## Produção

### Desenvolvimento
Quando começou a trabalhar no Hospital Miguel Bombarda enquanto psiquiatra, Margarida Cordeiro viu numa das paredes um desenho de que caracterizou de “arte psicótica” feito por um paciente que ali passara os últimos trinta anos da sua vida e morrera um mês antes. Cordeiro reuniu mais de cem desenhos de Jaime Fernandes. Grande parte da sua  criação plástica havia sido perdida. Da que restou, acrescentada aos textos encontrados, ao local do internamento e ao contacto ainda possível com a viúva (então com 71 anos), Margarida Cordeiro propôs a António Reis fazer um filme. O objetivo era retratar toda aquela produção de Jaime Fernandes e explorar o que teria levado até ela.
António Reis estava ligado a um movimento de renovação do cinema português, desde as suas colaborações em Acto da Primavera (1962), de Manoel de Oliveira e Mudar de Vida (1966), de Paulo Rocha. Jaime seria a primeira obra de referência de António Reis enquanto realizador. O cineasta Fernando Lopes providenciou película para a rodagem de Jaime, a partir do material de rodagem de A Promessa, de António Macedo.
Margarida Martins Cordeiro sempre se reconheceu como par de António Reis em todo o processo de realização (da concepção, à rodagem e à montagem final), ainda que neste filme tenha assinado apenas como assistente de realização.

### Rodagem

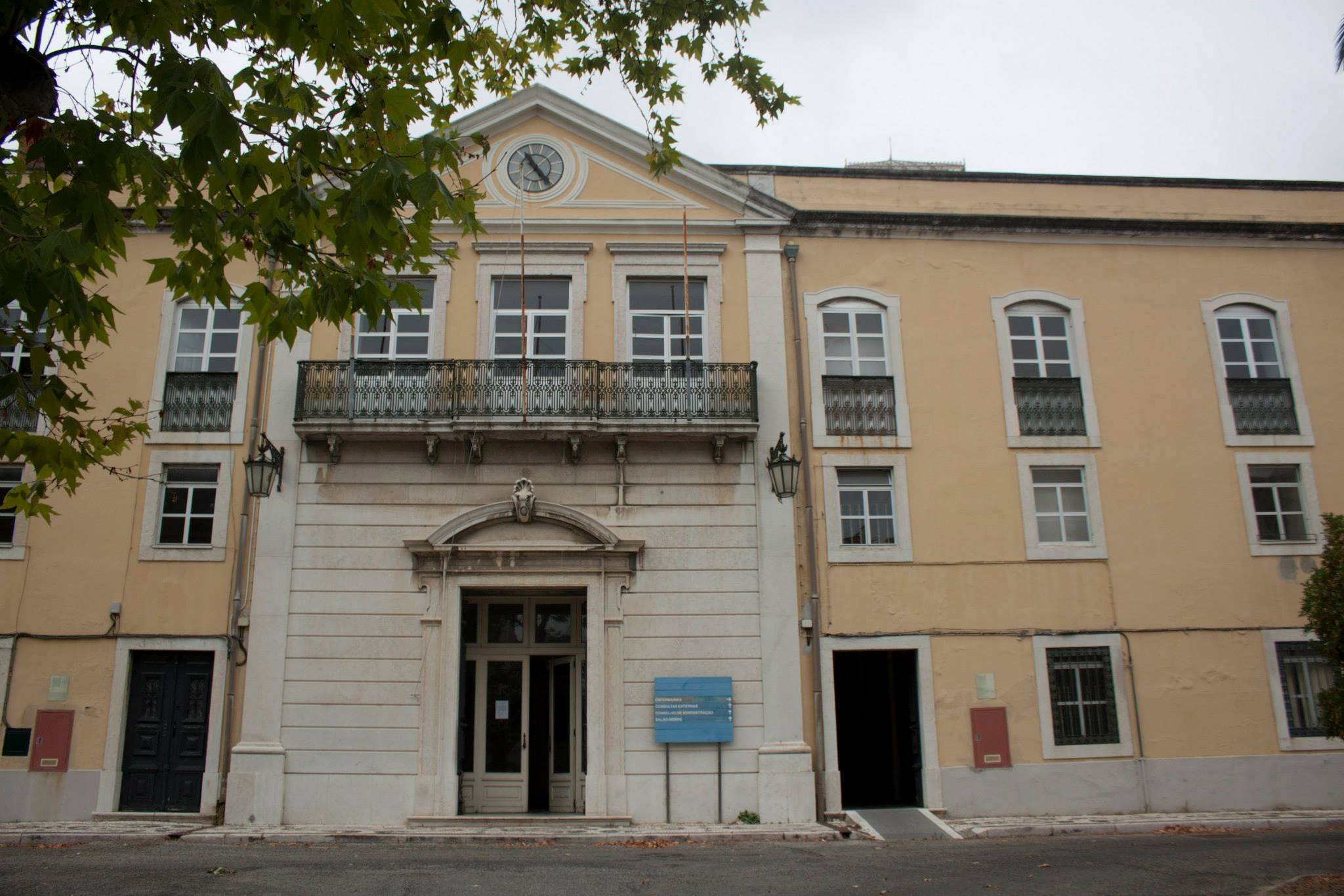
O Hospital Psiquiátrico Miguel Bombarda é um dos cenários proeminentes da curta-metragem.

O árduo trabalho de rodagem decorreu em 1973. Houve aspetos condicionantes à realização do filme, desde logo por não se poder abordar diretamente Jaime nem médicos ou enfermeiros que dessem um testemunho válido. Tentando manter o respeito por Jaime enquanto pessoa, doente e artista, os autores utilizaram o material que ele deixou, os lugares onde ele viveu, o depoimento da esposa e o Rio Zêzere. Filmaram e trabalharam sobre os materiais e figuras concretas que existiam no tempo da rodagem do filme. A evocação biográfica e psicológica surge pelo próprio trabalho do artista, atribuindo ao filme características de documentário e ficção sobre esses materiais.
Sobre este processo, Reis comentou que "não conheci o Jaime e no decurso de todas as investigações que fiz ele escapou-me sempre. A única coisa (pouco) que agarrei foi pelo que ele deixou pintado e escrito. De resto, ele próprio escapou-me."

## Temas e estilo
A curta-metragem detém critérios estéticos que se opõem a pressões políticas ou comerciais do período do Estado Novo, e que concretizam um movimento de renovação dos códigos e inscrições da prática cinematográfica até então desenvolvida em Portugal.
Numa filmagem tímida e amadora, os autores tentam captar a relação decadente entre espaço e mente, numa época em que a falta de condições do Hospital era paralela à atividade sócio-cultural portuguesa. Reis defende o uso de uma câmara deambulante pela sua intenção de captar todos os pormenores, espreitar por todos os buracos de uma forma subjetiva. Apesar de ser essencialmente mudo, o filme apresenta  uma forte tendência para a experimentação audio na conjugação com a imagem, procurando envolver o espetador em estados de perturbação que sugerem a riqueza da mente e o descontrolo do pensamento e emoção.

## Distribuição
O estatuto ideológico da curta-metragem e a representação das condições do hospital psiquiátrico Miguel Bombarda ditaram que a mesma fosse proibida pela censura do regime do Estado Novo. O filme viria a estrear com o fim do regime político, em Lisboa, no Cinema Império, a 2 de maio de 1974.

### Festivais
O filme fez parte da seleção dos seguintes Festivais internacionais de cinema:
- Festival de Locarno (Suíça, 1974).[17]
- Festival de Toulon (França, 1974).
- Festival de Curtas Metragens (Grécia).
- Festival Méridiens (França).
- Festival de Edimburgo (Reino Unido, 1974).
- Festival de Pesaro (Itália, 1974).
- FestRochelle - Rencontres Internationales d'Art Contemporain (França, junho de 1975).
- Art Film Festival (Eslováquia, 1976).
- Lyon Festival Les Inattendus (França, janeiro de 2012).
- Porto/Post/Doc - Film & Media Festival (Portugal, dezembro de 2018).[18]

## Receção
Jaime estabeleceu-se, não só como uma obra seminal da filmografia de António Reis e Margarida Cordeiro, mas uma das peças documentais que encabeçou o movimento vanguardista do Novo Cinema português. A curta-metragem iniciou o prestigio internacional de António Reis e Margarida Cordeiro, conseguiria no fim da década o maior reconhecimento internacional que um cineasta português obtivera, depois de Oliveira.  Jaime foi acima de tudo elogiado pelo grande sentido visual e poético e as analogias referenciais das texturas gráficas de Fernandes, ao mesmo tempo que revela os seus contextos de vida desde a sua infância. O filme influenciou inúmeros realizadores portugueses, nomeadamente Pedro Costa, que o caracteriza de surpreendente e bastante surrealista.

### Premiações
Jaime, de António Reis, recebeu o Prémio Bordalo (1974), ou Prémio da Imprensa, na categoria "Cinema", " pela crítica a um ambiente concentracionário destruidor da personalidade humana", a par de Festa, Trabalho e Pão em Grijó, de Manuel Costa e Silva na secção de "Melhores Curtas Metragens". A Casa da Imprensa distinguiu ainda em 1975, nesta categoria, com o "Prémio de Longa Metragem", de O Mal Amado, de Fernando Matos e Silva.
Internacionalmente, foi também galardoado com o  Prémio de Curta Metragem no Festival Locarno, o Grande Prémio à Curta Metragem no Festival de Toulon, Prémio de Melhor Argumento no Festival de Curtas Metragens da Grécia e o Prémio de Melhor Filme no Festival Méridiens.